# Seznam senatorjev 21. parlamenta Kraljevine Italije
Seznam senatorjev 21. parlamenta Kraljevine Italije je urejen po letu imenovanja.

## 1900
- Silvio Arrivabene Valenti Gonzaga
- Giovanni Baccelli
- Luigi Bodio
- Carlo Borgatta
- Onorato Caetani
- Michele Cardona
- Giuseppe Carnazza Puglisi
- Michele Carta Mameli
- Giannetto Cavasola
- Pacifico Ceresa
- Michele Chiesa
- Giacinto Cibrario
- Gino Cittadella Vigodarzere
- Giuseppe Cognata
- Giuseppe Colombo
- Prospero Colonna
- Enrico Curati
- Pietro D'Ayala Valva
- Pietro Di Marco
- Francesco Doria d'Eboli
- Luigi Durand de la Penne
- Nicola Farini
- Eugenio Figoli des Geneys
- Antonio Fogazzaro
- Leone Fontana
- Secondo Frola
- Carlo Francesco Gabba
- Gian Francesco Gherardini
- Carlo Ginori
- Camillo Golgi
- Alessandro Guiccioli
- Odoardo Luchini
- Edoardo Maragliano
- Annibale Marazio
- Luigi Miraglia
- Costantino Morin
- Raffaele Nannarone
- Carmelo Patamia
- Ettore Ponti
- Coriolano Ponza di San Martino
- Gualtiero Sacchetti
- Tancredi Saletta
- Giuseppe Schininà di Sant'Elia
- Ignazio Thaon di Revel
- Pietro Tortarolo
- Ottone Secondo Tournon
- Francesco Trinchera
- Giuseppe Vaccaj
- Giuseppe Vigoni
- Alfonso Visocchi

## 1901
- Alfonso Badini Confalonieri
- Nicola Balenzano
- Giuseppe Besozzi
- Francesco Cagnola
- Camillo Candiani
- Evandro Caravaggio
- Luigi Cavalli
- Valentino Cerruti
- Paolo Clementini
- Florestano De Larderel
- Francesco De Seta
- Paolo Fabrizi
- Lucio Fiorentini
- Antonio Gandolfi
- Augusto Lorenzini
- Giovanni Mariotti
- Mario Martelli
- Giuseppe Mussi
- Francesco Parona
- Giuseppe Pasolini Zanelli
- Silvestro Picardi
- Antonio Ponsiglioni
- Guglielmo Pucci
- Nicolò Quartieri
- Giuseppe Resti Ferrari
- Vincenzo Riolo
- Luigi Rossi
- Giacomo Sani
- Tommaso Senise
- Nicola Vischi

## 1902
- Giorgio Arcoleo
- Giovanni Cadolini
- Emilio Caracciolo di Sarno
- Achille De Giovanni
- Pasquale Del Giudice
- Giovanni Facheris
- Giuseppe Ottolenghi
- Giuseppe Tasca Lanza
- Tommaso Tittoni

## 1903
- Carlo Mirabello
- Ettore Pedotti

## 1904
- Giovanni Alfazio
- Edoardo Arbib
- Niccolò Avarna
- Luigi Avogadro di Collobiano Arborio
- Antonio Baldissera
- Edoardo Bassini
- Teodorico Bonacci
- Giacomo Calabria
- Riccardo Carafa
- Raffaele Caruso
- Vincenzo Colmayer
- Alessandro D'Ancona
- Giuseppe De Marinis
- Luigi Dei Bei
- Giovanni Galeazzo Frigerio
- Carlo Alberto Gerbaix de Sonnaz
- Luigi Luciani
- Angelo Mosso
- Ippolito Nicolini
- Giuseppe Palumbo
- Oronzo Quarta
- Felice Racagni
- Vittorio Scialoja
- Giovanni Severi
- Ferdinando Siccardi
- Camillo Tassi
- Leonardo Tommasi
- Alberto Treves de Bonfili
- Giuseppe Veronese
- Ercole Vidari